# Szaber

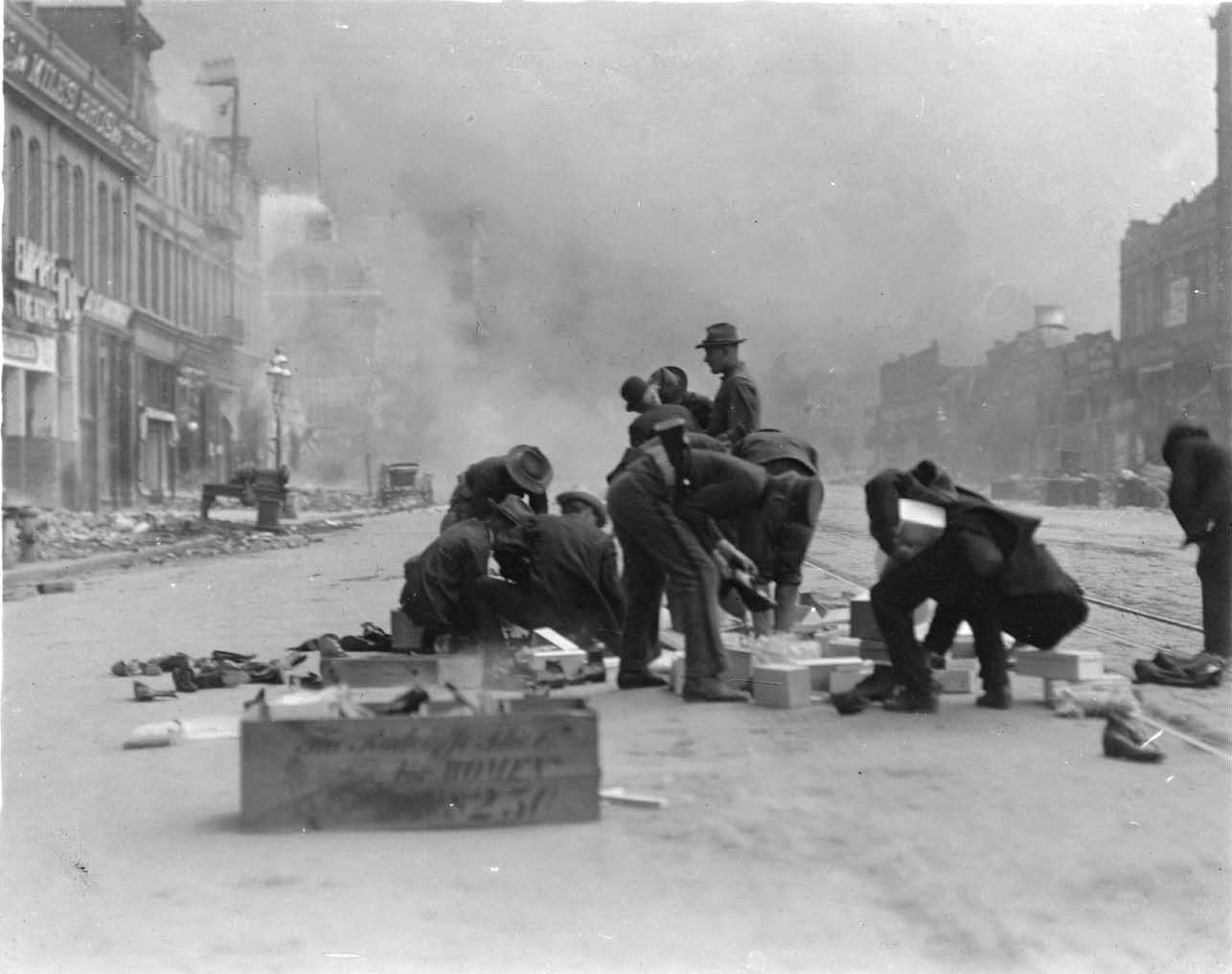
Szabrownictwo na ulicach San Francisco po trzęsieniu ziemi w 1906 roku

Szaber – proceder przestępczy, polegający na grabieży mienia pozostającego bez opieki w wyniku klęsk żywiołowych, przewrotów społecznych lub konfliktów zbrojnych. Zjawisko znane od czasów starożytnych.

## Pochodzenie słowa
W mowie przestępców z języka żydowskiego jidysz szaber oznaczał „łom” od hebrajskiego szabar – „łamać”. Karol Estreicher w publikacji „Szwargot więzienny” z 1903 r. podaje, że w gwarze przestępczej szaber to „dłuto, żelazo do łamania murów i świder do dziurawienia murów”. Podobnie uznaje Jan Karłowicz w „Słowniku gwar polskich” z 1907 r. Kopaliński wiąże rzeczownik szaber z niem. czasownikiem schaben – zeskrobywać (tu: zdrapywać, rozdrapywać majątek).
W zmienionym znaczeniu, już jako słowo związane z rabowaniem opuszczonego mienia, wymieniane jest m.in. w „Kronice getta warszawskiego” napisanej przez Emanuela Ringelbluma około 1942 r:

Od razu po zabraniu kogoś sąsiedzi wdzierali się do mieszkania i wszystko pustoszyli. Nazywano to w żargonie okupacyjnym „szabrem”.

Inne ówczesne źródło określa szaber jako coś pośredniego między kradzieżą a bezprawną rekwizycją.

## Szaber w Polsce w końcu II wojny światowej i w okresie powojennym

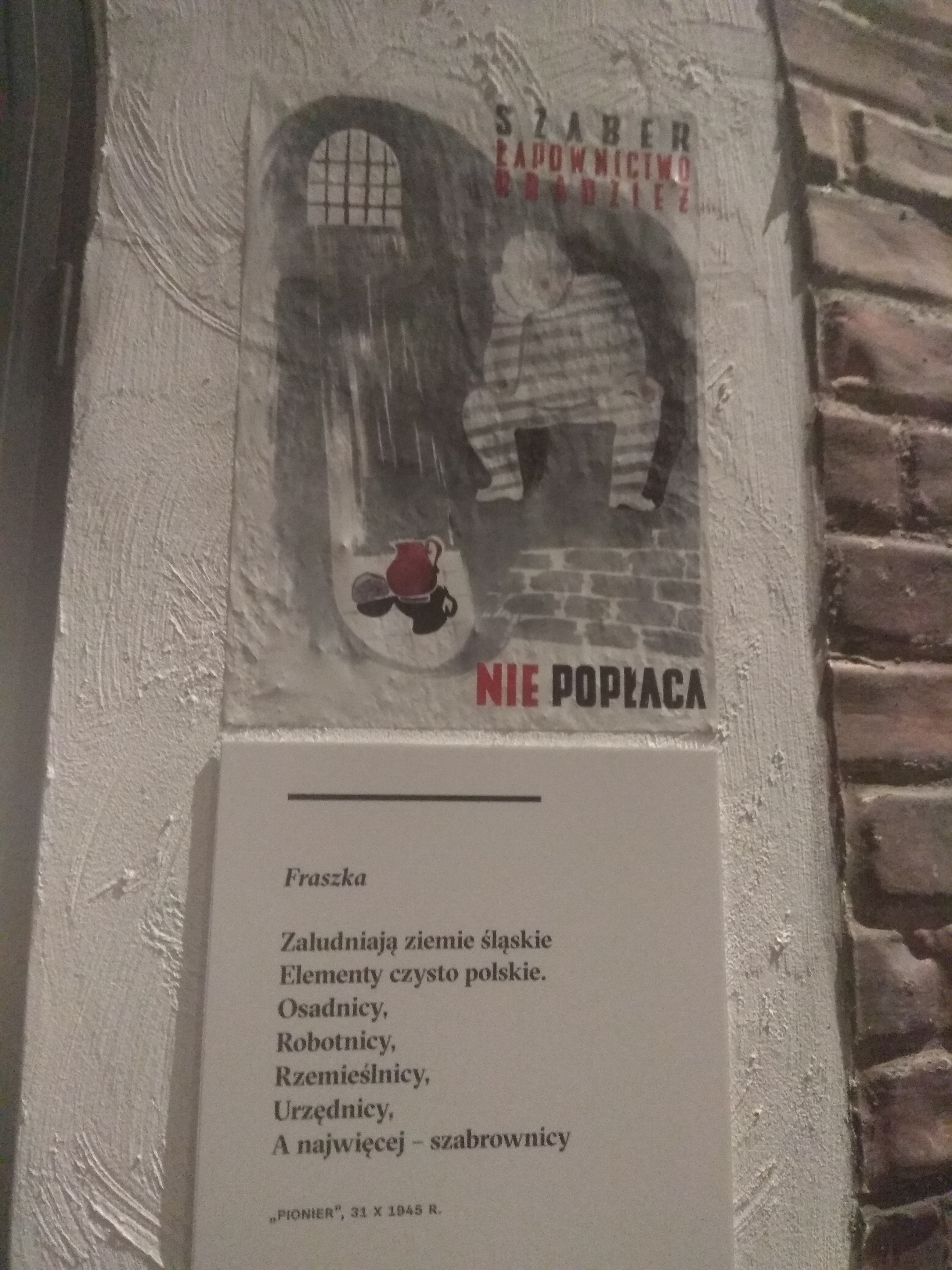
Plakat propagandowy z czasów PRL

W Polsce szabrownictwo wystąpiło szczególnie powszechnie w roku 1945 i utrzymywało się w przybliżeniu do końca lat czterdziestych; polegało na grabieży mienia porzuconego przez Niemców uciekających z terenów obecnego Dolnego Śląska, Opolszczyzny, ziemi lubuskiej, Pomorza oraz Warmii i Mazur – tzw. „ziem odzyskanych”. Grabieży tej dokonywała zarówno Armia Czerwona, korzystając z wprowadzonego przez siebie „prawa wojennego”, dopuszczającego nieograniczone korzystanie („o ile to uzasadniały względy wojenne”) z zasobów strefy przyfrontowej, sięgającej – według tego „prawa” – nawet 100 km za cofającymi się wojskami niemieckimi, jak również przez żołnierzy działających na własną rękę, którzy każdy wartościowy przedmiot traktowali jako dobro „trofiejne” (ros. zdobyczne). Rabunek w tym okresie był również dziełem rodzimych grabieżców i złodziei, postępujących w ślad za posuwającym się na zachód wojskiem.
Po zakończeniu wojny zjawisko szabru „zinstytucjonalizowanego” przez armię praktycznie wygasło, natomiast trwało rozkradanie mienia z porzuconych przez uciekających bądź wysiedlanych mieszkańców domów oraz z nieobjętych jeszcze państwową opieką fabryk i zakładów. W miarę upływu czasu, kiedy całkowicie opuszczonych domów i innych obiektów ubywało, grasujące grupy szabrowników dopuszczały się rozbojów w obiektach już zamieszkanych, dokonując napadów na współobywateli, nierzadko z użyciem broni.
Słabość władz, skłonność do odwetu na Niemcach, ogólne rozprzężenie norm na skutek wojny, ciche przyzwolenie współobywateli, rozbójnicze zachowanie się żołnierzy zwycięskiej armii – wszystkie te czynniki nie sprzyjały skutecznemu egzekwowaniu prawa, teoretycznie traktującego szaber jak kradzież mienia państwowego (zgodnie z ówczesnym prawem, wszelkie mienie porzucone przez Niemców traktowane było jako własność państwa polskiego), a handel szabrowanymi przedmiotami jak paserstwo. Część zagrabionego mienia szabrownicy-hurtownicy wywozili na sprzedaż w centralnych i wschodnich regionach Polski, część zaś „detaliści” sprzedawali (bądź wymieniali na inne przedmioty) na miejscu. Na przykład na obszarze wyburzonych przez Niemców w centrum Wrocławia kwartałów domów (stworzyli tam prawie półtorakilometrowy pas startowy dla samolotów), zwanym dziś Placem Grunwaldzkim przez pierwsze lata po wojnie kwitł handel szabrowanymi przedmiotami – od fortepianów i mebli, poprzez zastawę stołową, odzież i rowery po zegary, zegarki i biżuterię, dlatego plac ten jeszcze przez wiele lat później nazywany był przez mieszkańców „szaberplac”.

## Szaber w III Rzeszy
5 września 1939 wydano rozporządzenie o zwalczaniu szkodników społecznych, w myśl którego szaber na terenach ewakuowanych, podpalenia, przestępstwa przeciwko życiu, zdrowiu i mieniu popełnione w czasie alarmu i pogotowia przeciwlotniczego oraz przestępstwa wykorzystujące stan wojny miały być karane śmiercią.

## Wpływy kulturowe
W Polsce zjawisko szabru i szabrowników posłużyło za kanwę głośnego filmu Jerzego Hoffmana z 1964 roku pt. Prawo i pięść.